# リル (月)

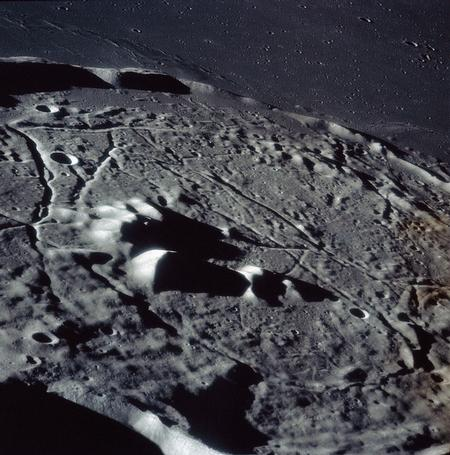
アポロ16号が撮影したガッサンディ

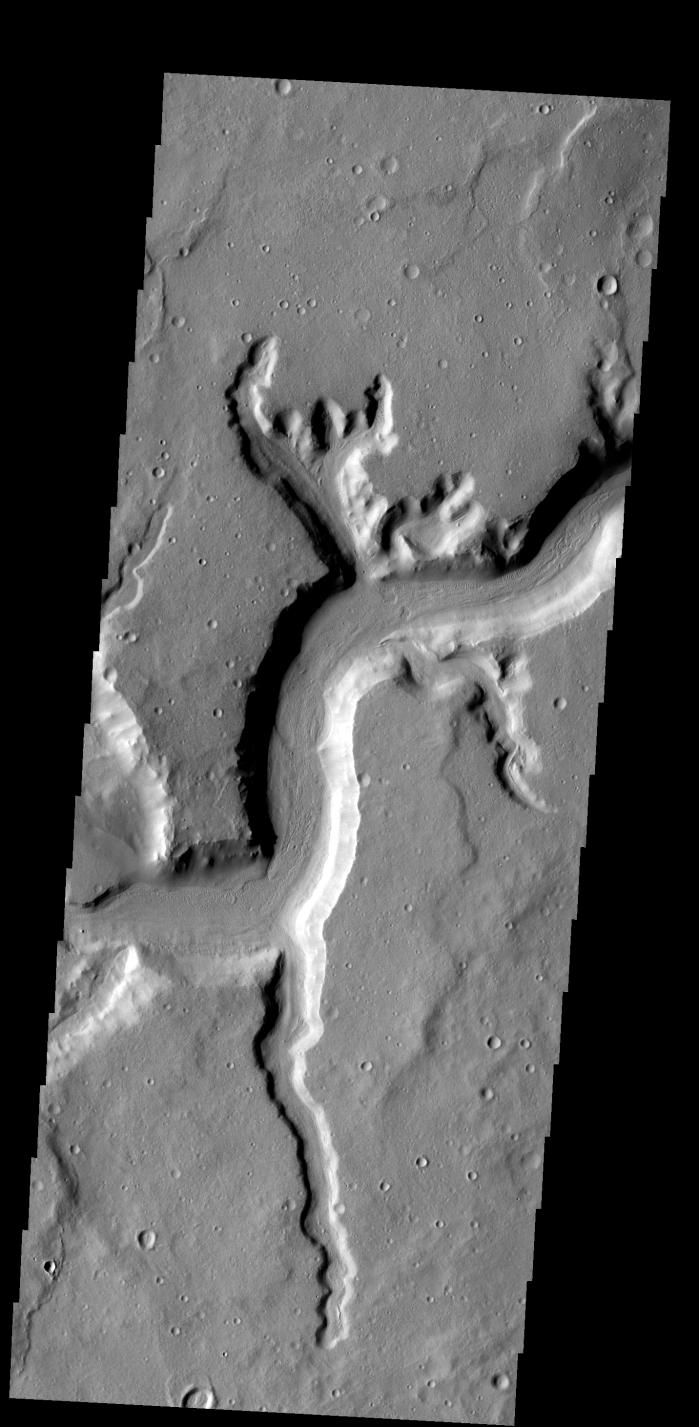
火星のマメール谷

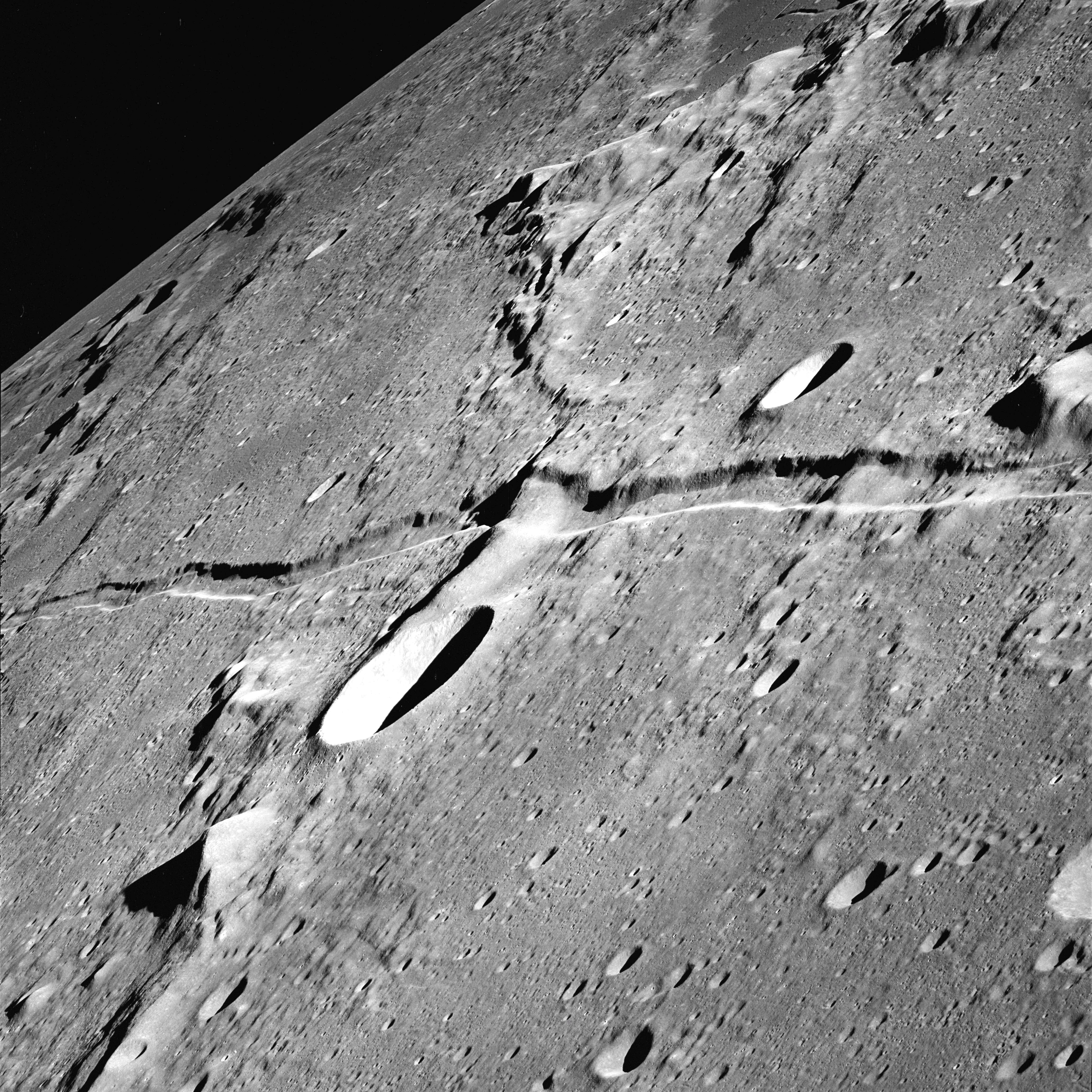
長さ300 km以上の直線状リルであるリマ・アリダイオス

リル (Rille) または裂溝は、水道に似た、月面上の長く狭い低地を指して使われる用語である。典型的なリルの幅は数キロメートルで、長さは数百キロメートルにもなる。しかし、この用語は、火星、金星やいくつかの衛星等、太陽系の天体の類似の構造に対して使われる場合もある。

## 構造
月面では、3種類のリルが見られる。
- 川状リル (Sinuous rille) - 川のように蛇行する溝であり、崩壊した溶岩洞やかつての溶岩の流れの後であると考えられている。常に火山から発し、蛇行や分岐しながら伸びる。嵐の大洋のシュレーター谷は、最大の川状リルである。
- 弓状リル (Arcuate rille) - 滑らかに曲がった溝であり、暗い月の海の端に見られる。徐々に冷え、収縮し、沈み込む海に溶岩が流れて形成されたと考えられている。静かの海の南西の境界や湿りの海の南東の境界等、月面全体で見られる。
- 直線状リル (Straight rille) - 長い直線状の溝で、2つの平行な断層の間で沈み込んだ地溝であると考えられている。クレーターや山の上を横切っているものは、容易に見分けることができる。アルプス谷は群を抜いて最大の直線状リルであるが、リルと呼ぶには大きすぎるものであり、また直線状リルによって途中で分割されている。雲の海のルペス・レクタ（英語版）は、はっきり見える例である。

2つ以上の構造を持つリルは、ハイブリッド・リルと呼ばれる。中央の入江にあるリマ・ヒュギーヌスは、最初に断層で形成され、その後に火山活動があった例である。

## 形成
リルの正確な形成メカニズムは未だ分かっていないが、異なる種類のリルは、異なる過程で形成されると考えられている。月やその他の天体のリルに共通の特徴から、共通のメカニズムが太陽系に広く存在することが示唆されている。主な説には、溶岩溝、崩壊した溶岩洞、地表に近いダイク貫入、熱雲、地表の溶岩の沈下、伸張テクトニクス等がある。メカニズムの解明には、現地での調査が必要である。

### 川状リル
アメリカ航空宇宙局は、月の川状リルの起源にはまだ議論があると述べている。また、幅1.5 km、深さ300 m以上のハドリー・リルについては、「ずっと南にある噴火口から溶岩を運ぶ巨大な導管であると考えられている。アポロ15号が撮影した写真から得られた地形学的な情報はこの可能性を指示しているが、未だ多くの謎が残っている」と述べている。

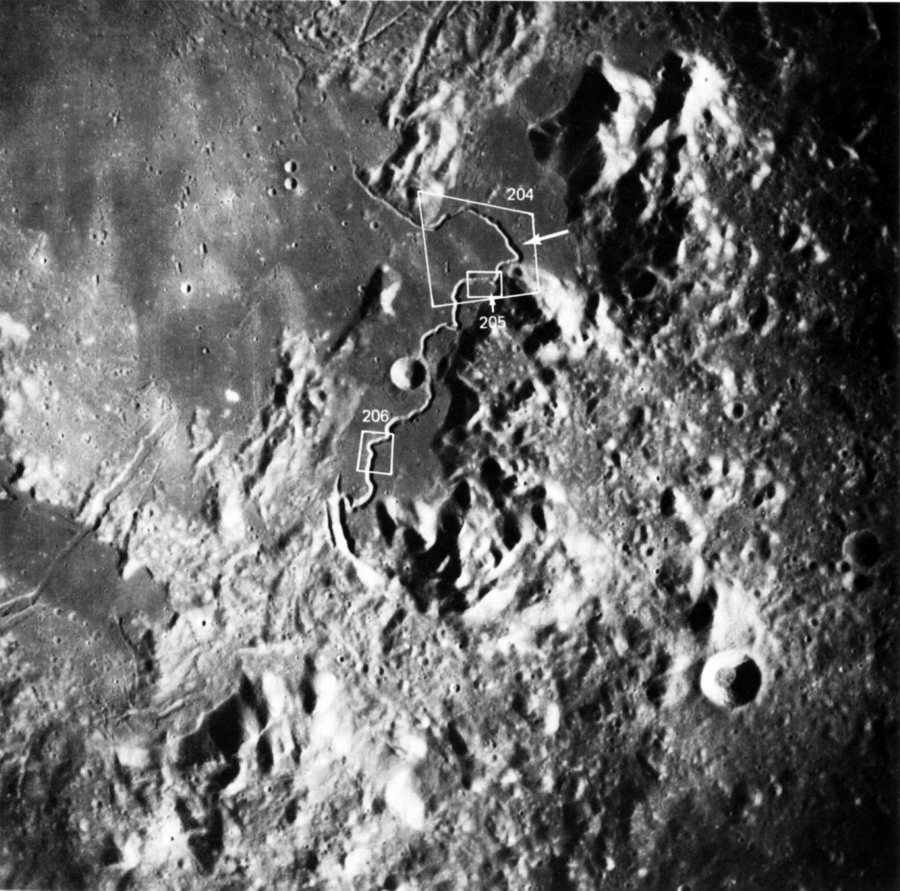
ハドリー・リルの全景
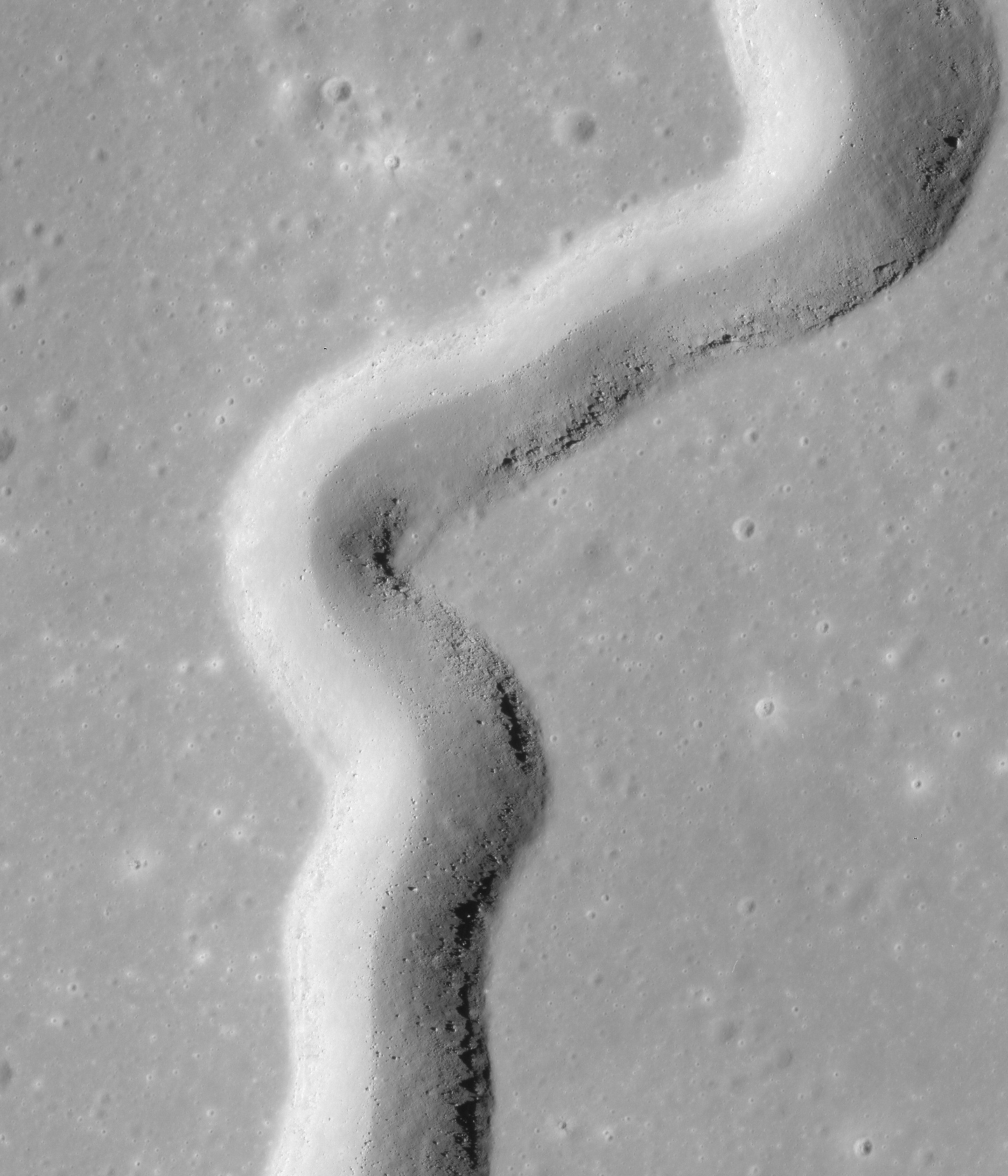
ハドリー・リルの形成過程については、未だ結論が得られていないとNASAは述べている[1]。